# 남성주의
남성주의(男性主義, 영어: masculism, masculinism)는 남성에 대한 편견, 폭력과 차별을 타파하고 남성의 권리를 보호하고 진정한 남성성에 대해 탐구하는 것을 목표로 하는 이데올로기이다. '매스큘리스트'는 이러한 '매스큘리즘'을 지지하고 실천하는 사람이다

## 대한민국의 남성주의

### 2009년
- 형법 304조: 형법 304조는 소위 말하는 혼인빙자간음법으로 이에 대해 성적 자기 결정권 및 행복 추구권과 사생활의 비밀과 자유 침해의 사유로 혼인빙자간음법 위헌소송이 진행 중에 있다.[1]
- 이화여대 법학전문대학원: 남성에 대한 기회의 평등권 침해 사유로 이화여대 로스쿨에 대한 위헌소송이 진행 중이다.[2]
- 병역법 제3조 1항: 남성만 징집하는 것은 평등권 침해의 사유로 대한 위헌 소송이 진행 중에 있다.[3]
- 군가산점 부활안: 2009년 10월 9일 금요일 국회 국방위 국정감사에서 병무청은 병역법 개정안(군가산점 부활안)을 보고했다. 이것을 남성에게만 병역의 의무가 부과되는 현실을 고려하면 징병제도로 인한 피해와 병역 의무 이행에 대한 보상 자체가 없다는 점이 남성의 권리 구제라는 반론이 존재한다.[4]

## 같이 보기
- 남성
- 마초 (문화)
- 여성주의
- 양성평등
- 성차별
- 남성혐오

## 참고 문헌
- 사사키 마사노리, 이재택 등, 《페미니즘에 대한 남성학과 남성운동》, 원미사, 2007
- Farrell, Warren. Women Can't Hear What Men Don't Say: Destroying Myths, Creating Love. New York: Jeremy P. Tarcher Inc., 2000.